# Jason Donovan
Jason Sean Donovan (Melbourne-Malvern, Ausztrália, 1968. június 1. –) ausztrál színész, énekes, popsztár.
Hírnevét a Szomszédok (Neighbours) ausztrál szappanoperában szerezte. Később több filmben és sorozatban is szerepelt. Zenei karrierje 1988-ban kezdődött, még a Szomszédok alatt. Ten Good Reasons című, 1989-es debütáló albumából az Egyesült Királyságban több mint 3 millió példányt adott el. 1988 és 1992 között Jason számos sikeres dalt énekelt fel, amiből az Egyesült Királyságban 16 szám Top 40-es sláger lett. Ennek ellenére nem tartották számon a legnépszerűbb előadók között, de előnyös megjelenése, pozitív kisugárzása, őszinte mosolya és egyedi hangja igen hamar a tinilányok pop bálványává tette Jasont, aki örökre beírta magát a 80-as évek végén a brit és európai popzenei nagyjai közé.
Az utóbbi években televíziós és színpadi szereplései vannak, és Andrew Lloyd Webber József és a színes, szélesvásznú álomkabát című musicalében is játszik. Jelenleg Londonban él.

## Életrajz
Melbourne-ben született, apja Terence Donovan színész, aki szintén szerepelt a Szomszédokban, mint Doug Willis. Féltestvére, Stephanie McIntosh is játszott a szappanoperában. Édesanyja Sue McIntosh. Miután szülei különváltak 1972-ben, Donovan apjával maradt.
Donovan a De La Salle Iskolában tanult Malvernban. Későbbi feleségét, Angela Malloch-ot 1998-ban ismerte meg (aki a fellépései során színpadi menedzserként dolgozott – a Rocky Horror Show musical alatt találkoztak). Angelától három gyermeke született: lánya Jemma (2000. március 28.), fia Zach (2001. március 22.) és Molly (2011. március 9.). Jason és Angela 2008-ban házasodtak össze Balin, kedvenc nyaralóhelyükön. Érdekesség, hogy Jason lánya, Jemma is játszik a Szomszédokban.

### Magánélet
Jason szenvedélyes úszó, szörfös és krosszmotoros. Tinédzserként nagy álma volt, hogy motorversenyző legyen, azonban ez a popkarrierje miatt nem valósult meg. Később rocksztár szeretett volna lenni, mivel szeretett gitározni, de végül a popzenei életben kötött ki. Dalait mindig gitáron szerzi, és vannak teljesen akusztikus hangzású és előadású zenéi is.

### Karrierjének kezdetei
Apja mellett, a kamera közelében tüsténkedve, és a színházban magába szippantotta ez a világ. Így nem volt meglepő, hogy kipróbálta magát a színpadon is. Így első televíziós szereplése igen fiatalon – 11 évesen – a Skyways (Égi utak) című ausztrál sorozatban történt. 1986-tól a Szomszédok (Neighbours) című szappanoperában mint Scott Robinson játszott Kylie Minogue oldalán, aki Charlene Mitchellt alakította. A legromantikusabb epizódban Scott Robinson elveszi Charlene Mitchellt. Később – mint álompárt – a való életben is összeboronálták őket. Kapcsolatukról Jason életrajzi könyvében írt, ahol megemlítette, hogy Kylie-hoz romantikus viszony fűzte 1988-ban. Nem sokkal később Kylie Michael Hutchence (az ausztrál INXS együttes néhai frontemberének és énekesének) barátnője volt, de Jasont továbbra is szoros barátság fűzte Kyliehoz.
1987-ben megnyerte a Logie-díjat, amelyet a legjobb új tehetségeknek osztják ki, majd díjat kapott a legjobb férfi színész kategóriában a Szomszédokban alakított karakterért. 1988-ban Ezüst Logie díjat kapott mint a legnépszerűbb ausztrál színész.
1989-ben, a Szomszédok mellett Donovan a Hősök (Heroes) című ausztrál-borneói-japán háborús mini sorozatban is szerepelt a Happy Houston tizedest megformáló karakterrel, több nemzetközileg ismert ausztrál színész mellett. 1990-ben Logie díjat kapott a legkedveltebb minisorozat színésze kategóriában. Ugyanebben az évben szerepelt első játékfilmjében, a Blood Oath című filmben.
Donovan 1989-ben szállt ki a Szomszédokból, és bár 2009-ben szerették volna, hogy visszatérjen a sorozatba a 25. évforduló alkalmából, ő elfoglaltságai miatt ezt a kérést nem kívánta teljesíteni. 2014-ben ismét meghívták a sorozat 30. évfordulójára, de Jason azt nyilatkozta, hogy „ez nem az az út, amit szeretnék”. Ennek ellenére jelezte, hogy szívesen segít a sorozat sikeréről készülő dokumentumfilm készítésében, de nem szeretne televíziós szappanoperában közreműködni.

### 1988–1991: popkarrier
Donovan ebben az időben még mindig a Szomszédok című ausztrál sorozatban játszott, miközben Kylie Minogue már elhagyta a sorozatot. Mivel Kylie zenei karrierbe kezdett, és Jason sorozatbeli társa és barátja is volt (az életben 1988 körül jártak), így a zenei próbák alatt figyeltek fel rá mint Kylie barátjára. A próbák és fotózások során világossá vált a PWL producereinek számára, hogy a fiú énekesként is megállná a helyét, így Jasonnal próbát tettek.
Donovan Ausztráliában a Mushroom Records kiadóval kötött szerződést, majd az Egyesült Királyságban a PWL kiadó vette a szárnyai alá, és az ehhez tartozó szerzők – a londoni székhelyű Stock Aitken Waterman (Mike Stock and Matt Aitken, Pete Waterman) slágergyártó trió által készített és menedzselt „zenei futószalag” – avagy a The Hit Factory, több mint egy tucat dalt írt 1988 és 1990 között Jason számára, melyből több kislemez slágerlistás is lett. Így vált Jason már a Szomszédok alatt popsztárrá.
1988 és 1992 között Jason számos sikeres dalt énekelt fel, amiből az Egyesült Királyságban 16 szám Top 40-es sláger lett. Első felénekelt kislemeze, a Nothing Can Divide Us, 1988 augusztusában jelent meg. A dalt eredetileg Rick Astleynek szánták, de ő visszautasította a szám feléneklését és Jason hangja egyébként is jobban passzolt, így végül ez a változat jelent meg. A dal 5. helyezést ért el az Egyesült Királyságban. Nemsokára megjelent következő Sealed with a Kiss című Brian Hyland-feldolgozása, mely szintén első helyezést ért el az angol kislemezlistán.
1988 májusában megjelent Ten Good Reasons című debütáló albuma (a rajta található 10 dalból 9 számot a már említett Stock Aitken Waterman trió írt). Az album három hétig volt toplistás első helyezett az Egyesült Királyságban, végül ötszörös platina album lett, és az év legnagyobb példányszámban eladott albuma volt.
Mivel Jason hangja különleges, egyedi hangzást jelentett, így sorra követték az újabb és újabb produkciók. Következő kislemeze Kylie Minogue-gal közösen 1988 decemberében jelent meg. Az Especially for You című dal az Egyesült Királyság kislemezlistáján második helyezett volt, és négy hétig volt slágerlistás helyezés. Ez volt a negyedik legmagasabb példányszámban elkelt kislemez az országban. 1988 októberében a PWL kiadónál megjelent Kylie albuma, amin szintén helyet kapott az Especially for You című dal, így Jason eladásai az egekben szárnyaltak. Mindezek 1989-ben, az Egyesült Királyságban Jasont a PWL legtöbbet eladott előadójává tették.
Too Many Broken Hearts című dala 1989 márciusában jelent meg, és első helyezést ért el az angol kislemezlistán, Ausztráliában a 7. lett. A dal 1989-ben a 16. legjobb eladásokat maga mögött tudó zeneszám volt. 1989-ben három dala felkerült az év Top 100 dalai közé: Too Many Broken Hearts – 5. helyezett, Sealed With A Kiss – 19. helyezett, és az Every Day (I Love You More) – mint 74. helyezett. 
1989 novemberében megjelent a már a karácsonyi londoni sürgés-forgás hangulatát hozó When You Come Back To Me című száma – mely később már a következő albumon kapott helyet. A fülbemászó dal népszerű volt, 71. helyezett lett az 1989-es eladási listán, a következő évben folytatva népszerűségét egészen a 68. helyezettig kúszott fel az eladási listákon. 1989 decemberében Donovan részt vett a Band Aid II Do It Know It Christmas című dal új változatában, melyben Minogue is részt vett. Ekkorra már a Szomszédok című filmsorozatból való kilépését Ausztráliában és Angliában is bemutatták a televízióban.
Donovan második stúdióalbuma a Between the Lines 1990 májusában jelent meg, és bár elérte a platina státuszt, kevésbé volt sikeres album. Az albumon található dalok jó része szintén a Stock Aitken Waterman csapat szerzeménye, melyet Jason énekelt fel. Az albumról öt kislemez jelent meg (When You Come Back To Me, Hang On To Your Love, Another Night, Rhythm Of The Rain, I'm Doing Fine – utóbbi kettő nem a PWL szerzeménye, hanem 1960-70-es évek slágereinek átdolgozott változatai). Bár az angol listákon az album 2. helyezett volt, eladási szempontból csak az 5. legjobban fogyó album lett. Jason PWL-es karrierje lassan a vége felé közeledett.
1990-ben Donovan koncertkörútra indult, és a Doin' Fine turné keretein belül az Egyesült Királyságba, Írországba, Ausztráliába, Szingapúrba, és Délkelet-Ázsia egyéb területeire is ellátogatott. A dublini koncertet rögzítették, és VHS kazettán majd 2010-ben DVD-n is megjelentették.

### 1991–1993: színpadi pályafutása
1991-ben Donovan a Steven Pimlott által rendezett Webber musicalben, a József és a színes szélesvásznú álomkabátban kapott főszerepet. A musical egyik betétdala az Any Dream Will Do első helyezést ért el az angol kislemezlistán. Ezen kívül a Close every Door című száma is ismertté vált. A musicalt a londoni Palladium színházban játszották rengeteg alkalommal. 1992 karácsonya előtt a színházi időszak alatt készült új dala jelent meg As Time Goes by címmel.
1992-ben Donovan pert indított a The Face című magazin ellen, mivel homoszexuálisnak állították be. Donovan 200 000 font kártéritést nyert a perben, és további 100 000 fontot kellett volna még a magazinnak fizetnie. Donovan ebben az időben enyhe drogfogyasztó volt, dohányzott, kannabiszt és kokaint használt. A Marie Claire magazin 2007-es interjújában és önéletrajzi könyvében is kifejtette, hogy ez volt élete legnagyobb hibája.

### 1993–1999: harmadik album, kábítószer-függőség, újabb filmek
1993-ban jelent meg az All Around the World című stúdióalbuma. Az album teljesen új, dinamikus hangzást, részben akusztikus hangszerelést jelentett, a dalok egy része már nem a Stock Aitken Waterman „zenei futószalag” égisze alatt születtek, hanem a többet maga Donovan írta és hangszerelte. Az őszinte hangvételű, modern album nem lett nagy siker, bár több dal felkerült a slágerlistákra, de nem sikerült dobogós helyezést elérnie. Az albumhoz készült számos dalt az USA-ban (pl. R.S.V.P.) és Thaiföldön forgattak (pl. Mission of Love).
Donovan később elismerte, hogy 1995-ig súlyos kábítószerproblémája volt, és naponta két gramm kokaint fogyasztott. Kate Moss 21. születésnapi partiján Los Angelesben kábítószer-túladagolás miatt szívrohamot kapott.
1995-ben Jason az ausztrál The Last Bullet című televíziós filmben szerepelt, mely a második világháborúban játszódik, és a Csendes-óceáni Borneo szigeteken forgatták. 1998-ben Donovan Dr. Frank N. Furter vezető szerepét vette át a The Rocky Horror Show előadásában az Egyesült Királyságban, ahol találkozott Angela Malloch színpadvezetővel. A pár rövid kapcsolatából terhesség lett, és Malloch ultimátumot adott Donovannak, hogy hagyjon fel a kábítószerrel, ha a gyermek életében részt akar venni.
1999 végén Donovan még mindig használt kokaint, de már nem annyit, mint két évvel ezelőtt. Állítása szerint gyermeke 2000-es születése óta nem használ kábítószert.

### 2000–2005: apaság, MDA és a Sweeney Todd musical
Donovan lánya, Jemma 2000 márciusában született, és azóta az énekes leszokott a kábítószerről.
2002-ben a Cass&Slide elektronikus zenét játszó underground együttes Burn Out című lemezén a Faith Less című dalhoz kölcsönözte hangját. A dal felkerült a 2002-es The Very Best of című válogatásra, utolsó számként. 2003 és 2005 között az ausztrál ABC televízióban sugárzott orvosi televíziós drámában, az MDA-ban szerepelt, illetve 2003 óta a Buzz videójáték-sorozat egyik hangja.
2004 végén a londoni Palladiumban a Chitty Chitty Bang Bang című musicalben szerepelt, melyből 2005. március 13-án távozott, majd június elejétől meghívást kapott a show előadásának két hónapjára, mely szeptember 4-ig tartott, így Donovan ismét szerepelt a musicalben. 2006 januárjában visszatért a színpadra, és a Stephen Sondheim rendezte Sweeney Todd brit előadásaiban vett részt, majd visszatért Melbourneba, ahol a Festen című drámában szerepelt.

### 2005–2006: telefonszám körüli viták, részvétel a Celeb vagyok, ments ki innen! sorozatban
2005-ben Donovan el akarta adni autóját, és akaratlanul is kikerült a mobiltelefonszáma a webre egy Sydneyben feladott hirdetésben, így a nyilvánosság tudomást szerzett róla. A Virgin telefontársaság több újságban is kérte az ügyfeleket, hogy ne hívogassák Donovant, bár a Virgin Mobile később elismerte, hogy a fotók, és a telefonszám is egy marketingfogás részei voltak.
Donovan 2006-ban részt vett a Celeb vagyok, ments ki innen! című reality show-műsor angol változatában, ahol a dzsungelben jó barátság alakult Donovan, David Gest és Matt Willis között. Donovan számos megpróbáltatáson vett részt, mint például rovarokkal teli sisak viselése. Donovan 2008 januárjában azt nyilatkozta a BBC Radio 2 csatornának, hogy a reality show-műsorban való részvétele újjáélesztette karrierjét.

### 2007–2009: vissza a zene és a szappanoperák világába
Donovan 2007 júliusában több színésszel együtt, többek között Donny Osmonddal és Lee Meaddel egy medleyt adtak elő a József és a színes szélesvásznú álomkabát musicalből.
2008 elején Donovan szerepelt a 12 részt megélt Echo Beach című sorozatban, valamint a brit The One Network rádióállomáson vezette a Sunday Night with Jason Donovan című adást.
2008. szeptember 25-én Donovan a brit Tesco székhelyén, a Welvyn Garden City-ben, Hertfordhshireban a Let It Be Me című stúdióalbumát népszerűsítette, mely november 10-én jelent meg, 15 év után, és az Egyesült Királyságban a 28. helyezést érte el az albumlistán. Még ugyanebben az évben Donovan fellépet a Northamptonshire-i Wellingborough-i Party In The Parkban.
2008 és 2009 között tartott koncertsorozatain első alkalommal hangzott el több új akusztikus szám, azonban sajnálatos módon egyik sem került fel ezeddig a később megjelent lemezekre – ilyen dalok a Halfway Home (mely néhai színész édesapjával – Terence Donovannel való kapcsolatáról szól, a dal egyébként a London és Melbourne közti repülőút során született, innen a dal címe), valamint a Talking to Myself.
2009-ben Donovan mint Tick (Mitzi) szerepelt a londoni Palace Színházban a Priscilla Queen of the Desert című musicalben, illetve szerepelt televíziós reklámokban is, ahol az Iceland szupermarket kérte fel a szereplésre az Egyesült Királyságban.

### 2010-től
2010 szeptemberében Donovan részt vett a brit Who Do You Think You Are? című televíziós sorozatban, ahol a családfakutatás során megtalálta gyökereit. Eközben megjelent ötödik albuma, a Soundtrack of the 80s, ahol az 1980-as évek nagy slágereit dolgozta fel. Az album 2010 októberében jelent meg. Donovan ebben az évben, közel egy éven át játszott a Jeff Wayne által írt The War of the Worlds című darabban. A darabbal az Egyesült Királyságban is felléptek, majd 2011 januárjában Németországban fejezték be a turnét.
2011 februárjában Donovan a BBC Ready, Steady, Cook sorozatában debütált, majd a Here and Now című turné keretein belül fellépett. Ez a turné az 1980-as évek sztárjait vonultatja fel, és 2001 óta rendezik meg. Játszott továbbá a The Sound of Music című musicalben is, mint Von Trapp kapitány. A darabban szerepelt még Verity Rushworth is, Mária szerepében. 2011. szeptemberétől Donovan részt vett a BBC 9 részes Strictly Come Dancing sorozatában, ahol Kristina Rihanoff volt a partnere. Ebben az időszakban Donovan rádiózott is, minden vasárnap 10–12. között a Heart rádióban, majd 2013-ban átmenetileg szüneteltette a műsort.
2012 márciusában megjelent Donovan új albuma, a Sign of Your Love című, mely az Egyesült Királyság albumlistáján a 36. helyezést érte el. Májusban Donovannel interjút készítettek az ITV televíziós csatorna számára, ahol nyíltan beszélt karrierjéről, múltbéli kapcsolatairól, a Kylie Minogue-hoz fűződő viszonyáról, a kábítószerrel való harcáról. Az interjú során Donovan elismerte, hogy hajátültető beavatkozáson ment keresztül, hogy ellensúlyozza ritkuló haját. 2012 nyarán a Superstar tehetségkutató mentoraként láthatták a nézők, majd 2012 végén ismét turnéra indultak az Egyesült Királyságban, és Európában a War of the Worlds darabbal, ahol ezúttal Person Nathanielt játszotta.
2013-ban Donovan a Priscilla, a sivatag királynőjének kalandjaiban szerepelt. Május 5-én a Channel 4 brit televíziós csatornán futó Rude Tube televíziós programban szerepelt mint narrátor.
2015 januárjában meghívást kapott a Szomszédok 30. évfordulója alkalmából, hogy visszatérjen a sorozatba, de visszautasította az ajánlatot elfoglaltságaira hivatkozva, és azt nyilatkozta, hogy „ez az, amit én már nem akarok csinálni”. Azonban abba beleegyezett, hogy részt vett az erre az alkalomra forgatott dokumentumfilmben. A Neighborus 30th: The Stars Reunite 2015 márciusában debütált Ausztráliában és az Egyesült Királyságban.
2015 és 2017 között az Egyesült Királyság egyik magán rádiótársaságánál, a Heart Radio-ban DJ-ként, rendszeres heti zenei rádióműsort is vezetett vasárnaponként 19-től 22-ig, ahol az 1980-as évek dalainak válogatásaiból készített műsorokat, Jason's 80s Rewind címmel.
2016-ban Donovan az Egyesült Királyságban a Ten Good Reasons és Greatest Hits turné keretein belül újra előadta slágereit. 2017-től Midlife Crisis (Kapuzárási pánik) címmel indított koncertsorozatot, mely egészen 2019-ig, a zenész hangszálproblémájáig és a CoVID-19 megjelenéséig tartott szerte az Egyesült királyságban. Mivel az énekhangja a megerőltetéstől kárt szenvedett, Jason egy botox hangszálkezelésen esett át, később pedig hajbeültetésen vett részt.
2018. szeptember 18-án, a londoni Hyde Parkban, Kylie Minogue 30 éves jubileumi koncertjén vendégszereplőként tűnt fel, és énekelte Kyle-val közösen a néhai nagysikerű Especially for you című slágerüket. A néhai álompár és duó az elmúlt 30 év alatt nem jelent meg együtt a nagyközönség előtt.
2018-ban Donovan, Carrie Hope Fletcherrel együtt énekelt a már régóta játszott The War of Worlds című rock operettben, melyet számos alkalommal adtak elő a Manchester Arenában. 2019-ben a londoni Palladium színház ismét műsorra tűzte a József és az Álomkabát c. darabot, ezúttal Jason a Fáraó szerepét játszotta.

## Diszkográfia
Maxi lemezek
- 1988 – Nothing Can Divide Us
- 1988 – Especially For You
- 1988 – Every Day (I Love You More)
- 1989 – When You Come Back To Me
- 1989 – Too Many Broken Hearts
- 1989 – Sealed With A Kiss
- 1989 – Merry Christmas
- 1989 – Too Many Broken Hearts
- 1989 – Another Night
- 1990 – Hang On To Your Love
- 1990 – Rhythm Of The Rain
- 1990 – I'm Doing Fine
- 1991 – Any Dream Will Do
- 1991 – Jason Donovan With The Original London Cast – Joseph Mega-Remix
- 1991 – R.S.V.P.
- 1991 – Happy Together
- 1991 – As Time Goes By
- 1992 – Mission Of Love
- 1992 – Angel
- 1993 – All Around The World
- 2007 – Share My World
- 2009 – Make Love

Stúdióalbumok
- 1989 – Ten Good Reasons
- 1990 – Between the Lines
- 1993 – All Around the World
- 2008 – Let It Be Me
- 2010 – Soundtrack of the 80s
- 2012 – Sign of Your Love

## Színpadi szerepei
| Év         | Cím                                       | Formátum     |                    |
| ---------- | ----------------------------------------- | ------------ | ------------------ |
| 1991       | József és a színes szélesvásznú álomkabát | musical      | Egyesült Királyság |
| 1998       | The Rock Horror Show                      | rock musical | Egyesült Királyság |
| 2004       | Chitty Chitty Bang Bang                   | musical      | Egyesült Királyság |
| 2006       | Sweeney Todd                              | musical      | Egyesült Királyság |
| 2006       | Festen                                    | színdarab    | Ausztrália         |
| 2007       | József és a színes szélesvásznú álomkabát | musical      | Egyesült Királyság |
| 2009, 2013 | Priscilla Queen of the Desert             | musical      | Egyesült Királyság |
| 2018       | The War of Worlds                         | musical      | Egyesült Királyság |
| 2019       | József és a színes szélesvásznú álomkabát | musical      | Egyesült Királyság |

## Filmszerepei
| Év        | Cím                                                                                      | Formátum                                     | Szerep                        |
| --------- | ---------------------------------------------------------------------------------------- | -------------------------------------------- | ----------------------------- |
| 1980      | Skyways (Légiutak)                                                                       | TV sorozat                                   | Robin's Brother & Trevor Kirk |
| 1981      | I Can Jump Puddles                                                                       | TV film                                      | Freddy                        |
| 1983      | Home                                                                                     | TV sorozat                                   | ismeretlen                    |
| 1985      | Golden Pennies                                                                           | TV sorozat                                   | Sean                          |
| 1986–1989 | Szomszédok (Neighbours)                                                                  | TV sorozat                                   | Scott Robinson                |
| 1989      | Hősök (The Heroes)                                                                       | TV minisorozat                               | Happy Huston                  |
| 1990      | Prisoners of the Sun (A nap fogjai)                                                      | Film                                         | Private Talbot                |
| 1990      | Shadows of the Heart (A szív árnyékában)                                                 | TV film                                      | Alex Fargo                    |
| 1991      | József és a színes szélesvásznú álomkabát (Joseph and the Amazing Technicolor Dreamcoat) | Musical                                      | Joseph                        |
| 1993      | Galleria                                                                                 | Rövidfilm                                    | Duane                         |
| 1995      | The Last Bullet (Az utolsó golyó)                                                        | TV film                                      | Stanley Brennan               |
| 1995      | Rough Diamonds (Kemény gyémántok)                                                        | Film                                         | Mike Tyrell                   |
| 1996      | The Sun, the Moon and the Stars (A nap, a hold és a csillagok)                           | Film                                         | Pat                           |
| 2000      | Sorted (Szétcsúszva)                                                                     | Film                                         | Martin                        |
| 2002      | Tempe Tip                                                                                | Film                                         | Max                           |
| 2003      | Horseplay                                                                                | Film                                         | Henry                         |
| 2003      | Ned                                                                                      | Film                                         | Father Thompson               |
| 2002–2003 | MDA                                                                                      | TV sorozat                                   | Richard Savage                |
| 2004      | Loot                                                                                     | TV film                                      | Jon Peregrine                 |
| 2005–2010 | Buzz!                                                                                    | Videójáték sorozat                           | Buzz                          |
| 2005      | Vietcong 2                                                                               | Videójáték                                   | Australian Officer            |
| 2008      | Echo Beach (Visszhang öböl)                                                              | TV sorozat                                   | Daniel Marrack                |
| 2010      | Animals United                                                                           | Film                                         | Toby (hangja)                 |
| 2011      | Evil Calls ( The Legend of Harrow Woods)                                                 | Video film                                   | Gary                          |
| 2011      | Back2Hell                                                                                | Video film                                   | Gary                          |
| 2012      | PlayStation All-Stars Battle Royale                                                      | Videójáték                                   | Buzz                          |
| 2014      | Boj                                                                                      | A CBeebies csatorna sorozata                 | Pops (hangja)                 |
| 2014      | The War of The Worlds (Világok harca) – turné                                            | The War Of The Worlds – The Final Arena Tour | Parson Nathaniel              |
| 2014      | Watch Dogs – The Suspect Man                                                             | Mission: Big Brother                         |                               |